# Felsen-Seidelbast
Der Felsen-Seidelbast (Daphne petraea) ist eine Pflanzenart aus der Gattung Seidelbast (Daphne) innerhalb der Familie der Seidelbastgewächse (Thymelaeaceae). Dieser Endemit der Südalpen kommt nur im Gardaseegebiet und dessen Umgebung vor.

## Beschreibung

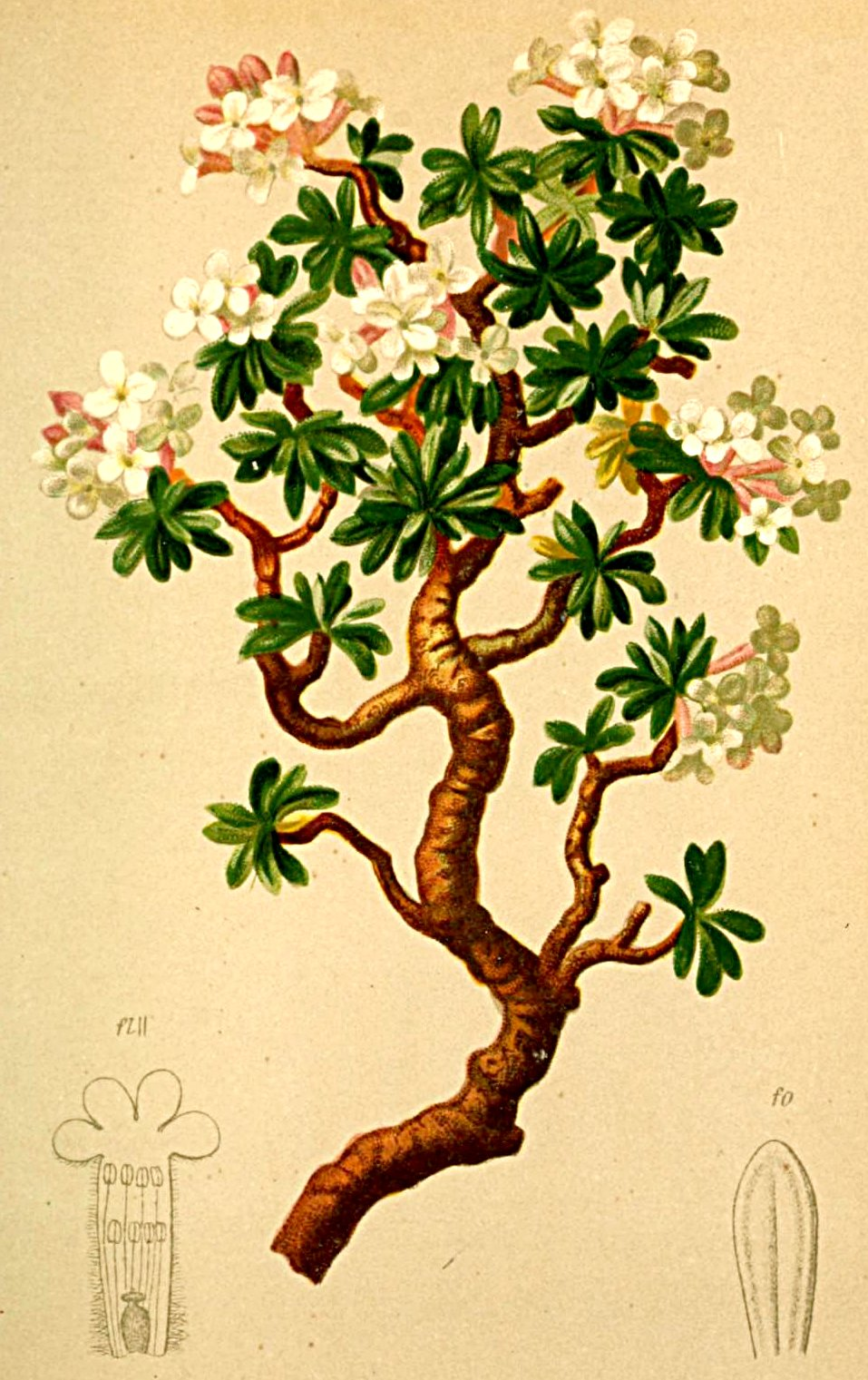
Illustration aus Atlas der Alpenflora

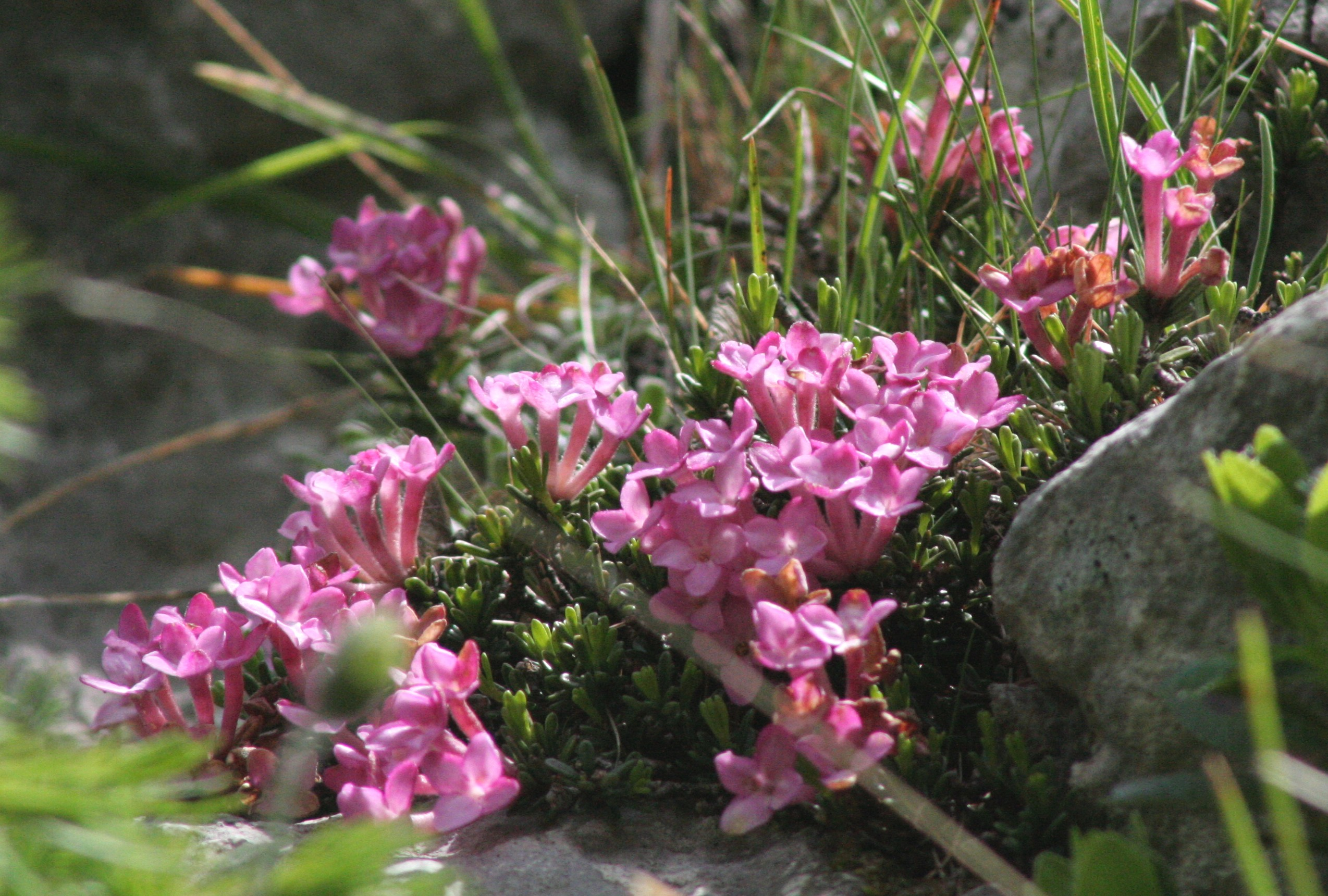
Habitus und vierzählge Blüten

### Habitus
Der Felsen-Seidelbast ist ein polsterbildender immergrüner Zwergstrauch mit zahlreichen kurzen, kräftigen, gewundenen, aufsteigenden, gabelig verzweigten Stämmen. Er erreicht Wuchshöhen von 8 bis 15 Zentimetern. Die Rinde junger Zweige ist grünlich-braun und spärlich flaumig behaart. Ältere Stämme sind mit zahlreichen hervorstehenden Blattnarben bedeckt und besitzen eine braune bis graubraune Borke.

### Blatt
Die immergrünen, derb lederigen Laubblätter des Felsen-Seidelbasts sitzen an den Enden der Zweige gehäuft. Die einfache Blattspreite ist bei einer Länge von 8 bis 12 Millimetern sowie einer Breite von 2 bis 3 Millimetern breit lineal-spatelförmig mit stumpfem oberen Ende. Die Blattoberseite zeigt eine glänzend grüne Färbung, die Blattunterseite ist weiß punktiert und durch einen annähernd dreikantigen Mittelnerv stark gekielt.

### Blütenstand und Blüte
Die Blütezeit erstreckt sich von Juni bis Juli. In den endständigen, büscheligen Blütenständen sind drei bis fünf, selten bis zu zehn sitzende Blüten zusammengefasst. Am Grund der Blütenstände befinden sich 4 Millimeter lange, spatelförmig gestaltete, trockenhäutige, behaarte Hochblätter.
Die zwittrigen Blüten sind vierzählig. Die vier kräftig rosafarbenen, kronblattähnlichen Kelchblätter bilden an ihrer Außenseite eine flaumige Behaarung aus und sind zu einer etwa 1,5 Zentimeter langen Röhre verwachsen die in vier kurze Kelchzipfeln endet.

### Frucht
Die giftigen, spärlich behaarten, korallroten, beerenartigen Früchte ähneln mit ihrem schwarzen Steinkern einsamigen Steinfrüchten. Da an ihrer Bildung sowohl die Fruchtblätter als auch die Blütenachse beteiligt sind, werden sie neben Steinfrucht auch als Scheinfrüchte bezeichnet.

## Vorkommen und Schutz
Der Felsen-Seidelbast ist ein Endemit der beiden italienischen Provinzen Trentino und Brescia. Er besiedelt die Gebirge vom Ledro- und Idrosee ostwärts bis zum Nordende des Gardasees. 
Der Felsen-Seidelbast kommt relativ selten vor und wurde deshalb unter nationalen und internationale gesetzlichen Schutz gestellt. Er zählt zu den in den Anhängen II und IV der Richtlinie 92/43/EWG (Fauna-Flora-Habitat-Richtlinie) aufgeführten Arten und steht als Art von gemeinschaftlichem Interesse unter besonderem Schutz.
Der Felsen-Seidelbast wächst in Höhenlagen von etwa 700 bis 2000 Metern. Er besiedelt Felsritzen in steilen Dolomitwänden sowie vorübergehend ruhenden Steinschutt.

## Systematik
Daphne petraea wurde 1852 von Friedrich Leybold entdeckt und im Folgejahrerstbeschrieben. Francesco Facchini hatte diese Art schon 1846 gefunden, der von ihm gebrauchte Name Daphne rupestris Facch. ex Ambrosi ist jedoch ein nicht gültig veröffentlichtes Synonym. 
Mit Daphne alpina bildet Daphne petraea die Hybride Daphne ×reichsteinii Landolt & E.Hauser (1981).

## Nutzung
Als Zierpflanze findet der Felsen-Seidelbast vor allem in Stein- und Alpengärten Verwendung.

### Einzelreferenzen
1. 1 2 3 4 5 6 7 8 9 10  Xaver Finkenzeller, Jürke Grau: Alpenblumen (= Steinbachs Naturführer. Band 16). Mosaik, München 1985, ISBN 3-570-01349-9, S. 152.
2. 1 2 3 4  Gustav Hegi: Illustrierte Flora von Mitteleuropa. Pteridophyta, Spermatophyta. 2. Auflage. Band V. Teil 2: Angiospermae: Dicotyledones 3 (2) (Cactaceae – Cornaceae). Carl Hanser bzw. Paul Parey, München bzw. Berlin/Hamburg 1966, ISBN 3-489-74021-1, S. 721–722 (unveränderter Nachdruck von 1926 mit Nachtrag).
3. 1 2 3   D. A. Webb, I. K. Ferguson: Daphne. In T. G. Tutin, V. H. Heywood, N. A. Burges, D. M. Moore, D. H. Valentine, S. M. Walters, D. A. Webb (Hrsg.): Flora Europaea. Volume 2: Rosaceae to Umbelliferae. Cambridge University Press, Cambridge 1968, ISBN 0-521-06662-X, S. 258 (englisch, eingeschränkte Vorschau in der Google-Buchsuche).
4. ↑  Sandro Pignatti (Hrsg.): Flora d'Italia. Band 2. Edagricole, Bologna 2003, ISBN 88-506-2449-2, S. 99 (Dritter unveränderter Nachdruck der 1. Auflage von 1982).
5. 1 2  Marinella Zepigi: Daphne petraea Leyb. In: Forum Acta Plantarum, 2010, (online, mit Fotos) (Memento des Originals vom 13. Mai 2012 im Internet Archive)  Info: Der Archivlink wurde automatisch eingesetzt und noch nicht geprüft. Bitte prüfe Original- und Archivlink gemäß Anleitung und entferne dann diesen Hinweis..
6. ↑   Friedrich Leybold: Daphne petraea, eine neue Pflanze der Tyroler Alpen. In: Flora Band 36, Nr. 6, 1853, S. 81–82, (online).
7. ↑   Daphne petraea bei Tropicos.org. Missouri Botanical Garden, St. Louis
8. ↑   (it.) Steckbrief mit Fotos
9. ↑   u. a. Liste von Pflanzenarten, die sich besonders für einen Steingarten eignen.